# Platinagitarren
Platinagitarren eller Stimgitarren Platina är ett musikpris som sedan 2004 årligen delas ut av Stim. Priset delas ut till upphovspersoner med exceptionella framgångar under året.

## Pristagare
- 2004 – Per Gessle
- 2005 – Joakim Berg
- 2006 – Lars Winnerbäck
- 2007 – Benny Andersson
- 2008 – Michel Zitron, Sophia Somajo och Vincent Pontare
- 2009 – Robyn[2]
- 2010 – Max Martin[3]
- 2011 – Lykke Li[4]
- 2012 – Johan ”Shellback” Schuster[5]
- 2013 – Carl Falk och Rami Yacoub[6]
- 2014 – Avicii[7]
- 2015 – Tove Lo[8]
- 2016 – Laleh[9]
- 2017 – Peter Svensson[10]
- 2018 – Veronica Maggio[11]
- 2019 – Tobias Forge[12]
- 2020 – Noonie Bao[13]
- 2021 – Ilya Salmanzadeh[14]
- 2022 – Salem Al Fakir[15]
- 2023 – Moa ”Cazzi Opeia” Carlebecker[16]
- 2024 – Jonatan "Yung Lean" Leandoer[17]